# Натек, Юре
Юре Натек (словен. Jure Natek, родился 30 марта 1982 в Любляне) — словенский гандболист, выступающий на позициях правого защитника (играл на ней преимущественно в начале карьеры) и правого полусреднего за немецкий клуб «Магдебург».

## Карьера

### Клубная
Воспитанник школ команд «Слован» и «Термо» (Шкофья-Лока). Дебютировал в 1999 году за «Пруле-67» в 1999 году в чемпионате Словении. С клубом дважды становился серебряным призёром чемпионата Словении в 2000 и 2001 годах, выиграл с ним в 2002 году. После банкротства клуба в 2003 году ушёл в «Пивоварна Лашко» (Целе), с которым с 2004 по 2007 годы выигрывал чемпионат страны, в 2004, 2006 и 2007 годах — Кубок, в 2004 — Лигу чемпионов ЕГФ. В 2007 году ушёл во французский «Шамбери», через два года вернулся на родину в «Веленье» из Горенья. С сезона 2010/2011 выступает за «Магдебург».

### В сборной
В сборной сыграл 133 игры и забил 336 голов. Участник летних Олимпийских игр 2004 года (11-е место со сборной). За сборную Словении традиционно выступает под номером 9.

## Достижения
- Чемпион Словении: 2002, 2004, 2005, 2006, 2007
- Победитель Кубка Словении: 2004, 2006, 2007
- Победитель Лиги Чемпионов ЕГФ: 2004